# National Rugby League 1962
La New South Wales Rugby Football League de 1962 fue la 55.ª edición del torneo de rugby league más importante de Australia.

## Formato
Los clubes se enfrentaron en una fase regular de todos contra todos, los cuatro equipos mejor ubicados al terminar esta fase clasificaron a la postemporada.
Se otorgaron 2 puntos por el triunfo, 1 por el empate y ninguno por la derrota.

## Desarrollo

### Tabla de posiciones
| Pos. | Equipo                        | Encuentros | Encuentros | Encuentros | Encuentros | Tantos | Tantos | Tantos | Puntos |
| Pos. | Equipo                        | PJ         | PG         | PE         | PP         | F      | C      | Dif    | Puntos |
| ---- | ----------------------------- | ---------- | ---------- | ---------- | ---------- | ------ | ------ | ------ | ------ |
| 1    | St. George Dragons            | 18         | 13         | 1          | 4          | 373    | 194    | +179   | 27     |
| 2    | Newtown Jets                  | 18         | 13         | 0          | 5          | 290    | 230    | +60    | 26     |
| 3    | Western Suburbs Magpies       | 18         | 12         | 1          | 5          | 299    | 210    | +89    | 25     |
| 4    | Parramatta Eels               | 18         | 9          | 2          | 7          | 236    | 218    | +18    | 20     |
| 5    | Eastern Suburbs               | 18         | 9          | 1          | 8          | 213    | 230    | -17    | 19     |
| 6    | Canterbury-Bankstown Bulldogs | 18         | 7          | 2          | 9          | 228    | 235    | -7     | 16     |
| 7    | Manly-Warringah Sea Eagles    | 18         | 7          | 1          | 10         | 234    | 270    | -36    | 15     |
| 8    | Balmain Tigers                | 18         | 5          | 2          | 11         | 237    | 300    | -63    | 12     |
| 9    | North Sydney Bears            | 18         | 4          | 2          | 12         | 263    | 361    | -98    | 10     |
| 10   | South Sydney Rabbitohs        | 18         | 4          | 2          | 12         | 212    | 337    | -125   | 10     |

|  | Postemporada. |

### Postemporada

#### Semifinales
| 25 de agosto | Western Suburbs Magpies | 6 - 0 | Parramatta Eels |  |  |

| 1 de septiembre | St. George Dragons | 30 - 9 | Newtown Jets |  |  |

#### Final preliminar
| 8 de septiembre | Newtown Jets | 13 - 25 | Western Suburbs Magpies |  |  |

#### Final
| 15 de septiembre | St. George Dragons | 9 - 6 | Western Suburbs Magpies | Sydney Cricket Ground, Sídney   |  |
|                  |                    |       |                         | Asistencia: 69.860 espectadores |  |

| Bandera de Australia       |
| Campeón St. George Dragons |
| Noveno título              |